# Brigade Munawaba
La brigade Munawaba était une bridage de l'armée libyenne, sous le régime de Mouammar Kadhafi. Lors de la guerre civile libyenne de 2011 elle est commandée par Mahdi al-Arabi et chargée de la protection de Zaouïa. Elle est engagée dans les trois batailles de Zaouïa. Lors de la bataille de tripoli, les derniers survivants de la brigade durent se retiré vers Bani Walid.
Les rebelles affirment également avoir capturé son chef Mahdi al-Arabi lors de la troisième bataille de Zaouïa. Une vidéo circulant sur YouTube montrerait Arabi en détention le 11 septembre.